# Afanasij Fet

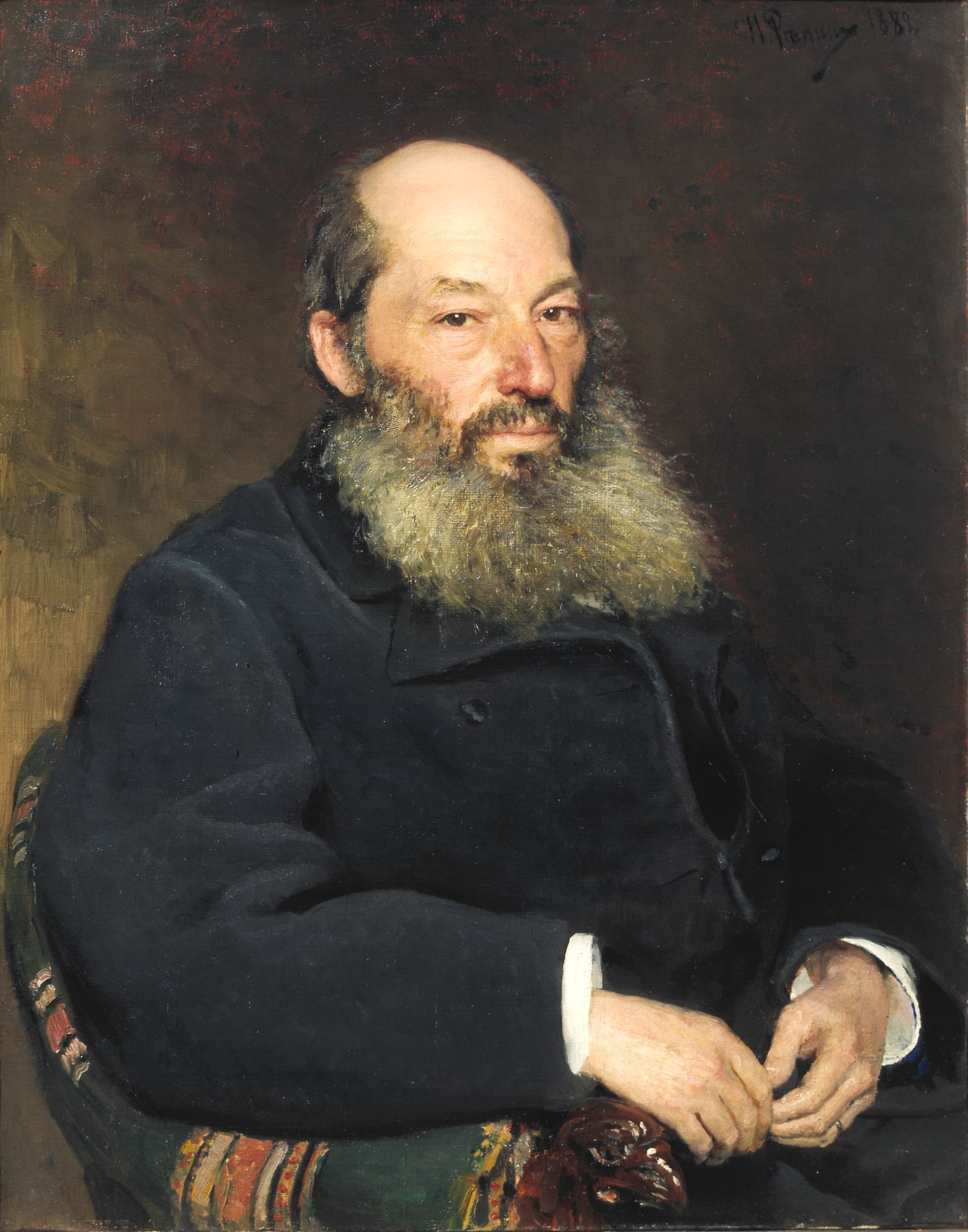
Porträtt av Fet, målat av Ilja Repin.

Afanasij Afanasjevitj Fet (ryska: Афанасий Афанасьевич Фет), född 5 december 1820 vid Orjol, död 3 december 1892 i Moskva, var en rysk författare.
Fet föddes i ett enligt rysk lag ogiltigt äktenskap mellan en rysk godsägare Sjensjin och en tyska med familjenamnet Foeth. Han brukade under större delen av sitt liv moderns släktnamn, och det blev det namn han kom att bli känd under, trots att han 1876 genom kejserlig nåd fick tillstånd att använda sin fars namn. Fet studerade filologi i Moskva, och inträdde därefter i armén i syfte att kunna erhålla ryskt adelskap, en tjänst som han 1856 lämnade sedan han uppnått rang av gardeskapten. Till sin död levde han sedan som godsägare. Fet möttes vid sin författardebut på 1840-talet och lång tid framöver ringa uppskattning. 1860-talets författare betraktade hans poesi med förakt, men han kom senare att få sitt erkännande och var i början av 1900-talet sedd som en av landets främsta lyriker. Hans naturskildrande småpoem utmärker sig genom artistisk utformning och ett musikaliskt tonfall. Efter 1863 kan man urskilja en mera metafysiskt betonad diktarperiod. Fets älsklingsfilosof var Arthur Schopenhauer. Hans ålderdoms lyrik gömmer flera av stor passion uppburna kärleksdikter.
Tiden före 1847 tillhör den starkt visuella drömdikten Fantasi.
Förutom diktverken har Fet även utgett två memoarsamlingar. De berättar ganska lite om hans inre liv men ger många intressanta skildringar av ryska förhållanden under 1800-talet och ger intressanta upplysningar om Fet och samtida litterära gestalter.